# Agency (Montana)
Agency és una concentració de població designada pel cens dels Estats Units a l'estat de Montana. Segons el cens del 2000 tenia 324 habitants.

## Demografia
Segons el cens del 2000, Agency tenia 324 habitants, 79 habitatges, i 65 famílies. La densitat de població era de 14,6 habitants per km².
Dels 79 habitatges en un 44,3% hi vivien nens de menys de 18 anys, en un 49,4% hi vivien parelles casades, en un 24,1% dones solteres, i en un 17,7% no eren unitats familiars. En el 15,2% dels habitatges hi vivien persones soles el 6,3% de les quals corresponia a persones de 65 anys o més que vivien soles. El nombre mitjà de persones vivint en cada habitatge era de 4,1 i el nombre mitjà de persones que vivien en cada família era de 4,6.
Per edats la població es repartia de la següent manera: un 45,4% tenia menys de 18 anys, un 8% entre 18 i 24, un 26,5% entre 25 i 44, un 13,3% de 45 a 60 i un 6,8% 65 anys o més.
L'edat mediana era de 21 anys. Per cada 100 dones de 18 o més anys hi havia 98,9 homes.
La renda mediana per habitatge era de 22.308 $ i la renda mediana per família de 35.000 $. Els homes tenien una renda mediana de 22.917 $ mentre que les dones 31.250 $. La renda per capita de la població era de 12.990 $. Aproximadament el 15% de les famílies i el 23,9% de la població estaven per davall del llindar de pobresa.

## Poblacions més properes
El següent diagrama mostra les poblacions més properes.